# Römische Villa Borg

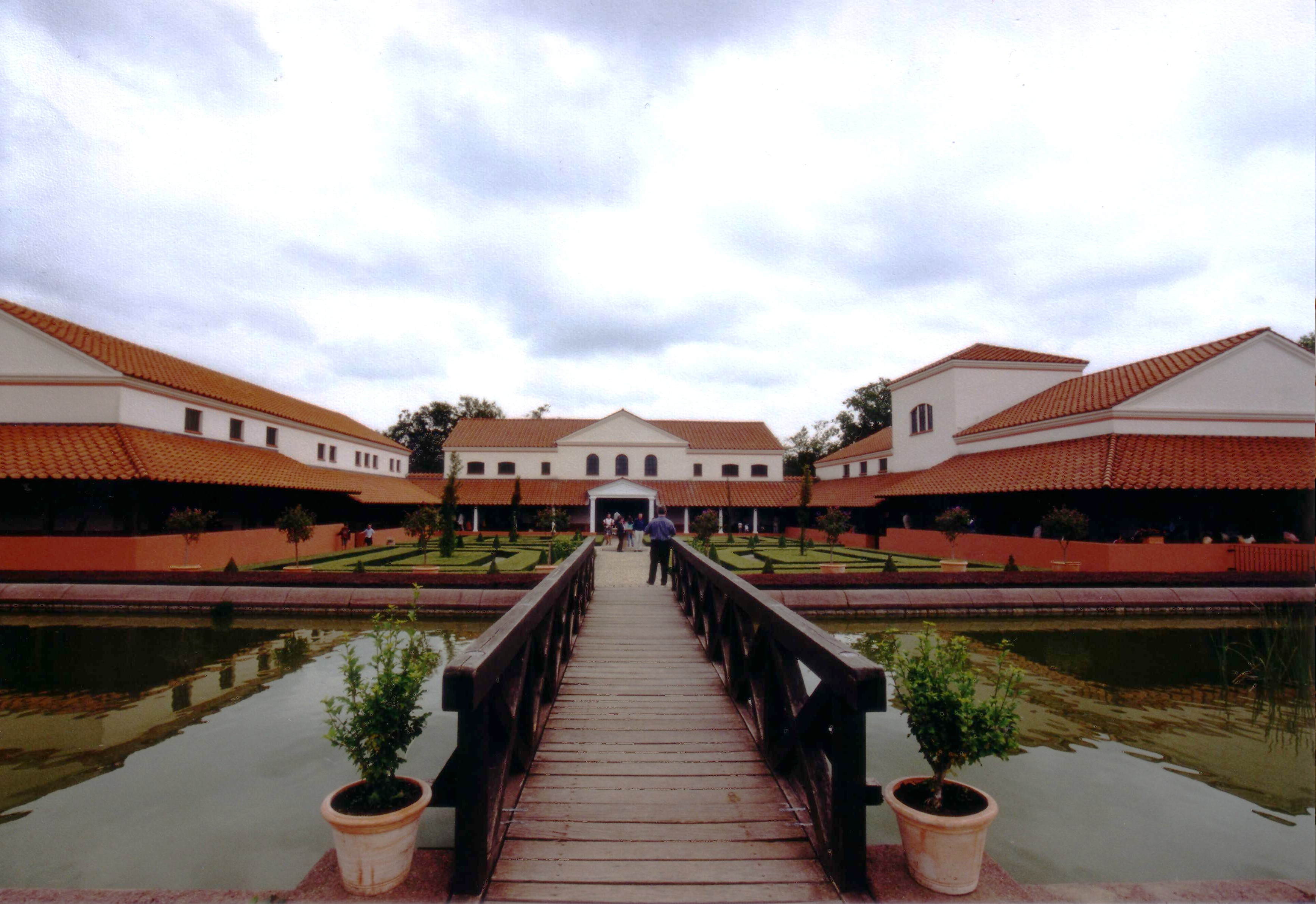
Römische Villa Borg

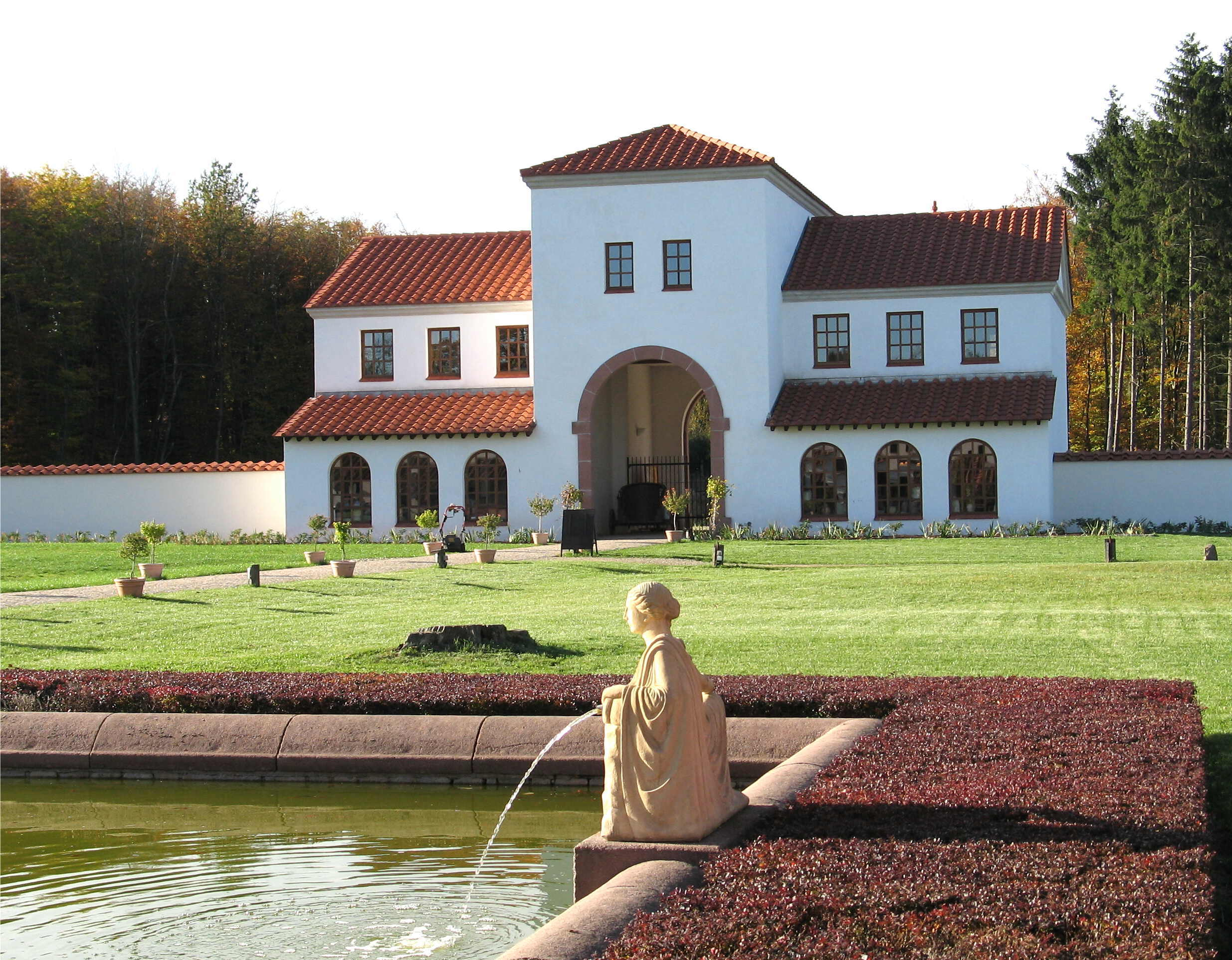
Portalgebäude der Villa Borg

Die Römische Villa Borg ist ein archäologisches Freilichtmuseum im Ortsteil Borg der saarländischen Gemeinde Perl im Landkreis Merzig-Wadern. Das Freilichtmuseum besteht aus einer freigelegten und rekonstruierten römischen Villa rustica. Die Anlage wird von der Kulturstiftung Merzig-Wadern getragen.
Der Archäologiepark Villa Borg ist eine Station der Straßen der Römer.

## Grabungsbefund und Rekonstruktion
Nachdem vor nahezu 100 Jahren archäologische Funde in Borg auf eine Villa rustica hindeuteten, wurden 1987 planmäßige Ausgrabungen begonnen. Es stellte sich heraus, dass hier an der Stelle eines spätkeltischen Gehöftes in der frühen römischen Kaiserzeit eine so genannte Protovilla errichtet worden war. Auf diese folgte dann eine Steinbauphase. Nach Auswertung und Bewertung der Grabungsbefunde wurde 1994 beschlossen, die gesamte historische Anlage gemäß der Befunde zu rekonstruieren. Insgesamt hat die bauliche Anlage, die sich inkl. Hofareal über eine Fläche von 7,5 ha ausbreitet, drei Flügel. Die ersten Gebäude, die Taverne und das Villenbad, wurden 1997 fertiggestellt. Das Herrenhaus mit der musealen Einrichtung sowie der Innenhof konnten 1999 der Öffentlichkeit übergeben werden. Der dritte Gebäudeflügel, mit Wohn- und Wirtschaftsbereichen, wurde 2001 fertiggestellt. Das Torhaus wurde ebenfalls wieder aufgebaut.
Das Herrenhaus, dessen Rekonstruktion auch als Regionalmuseum für archäologische Funde genutzt wird, liegt quer zur Mittelachse der Anlage. Es besitzt eine große Empfangshalle mit einer Fläche von 100 m²; die Ausstattung wurde anhand vorgefundener Überreste aus Borg sowie des allgemeinen Wissensstands über derartige römische Gebäude vorgenommen. Das Mobiliar sowie Türen, Fenster und der Warmwasserkessel des Heizraums sind nach antiken Vorlagen gebaut. Das rekonstruierte römische Bad demonstriert unter anderem die Funktion eines Hypokaustums. Das Lokal in der römischen Taverne bietet Speisen nach Rezepten des Apicius an.
Im Jahr 2000 wurde im Zuge des Projekts Gärten ohne Grenzen ein ebenfalls der Öffentlichkeit zugänglicher Garten nach römischem Muster in die Anlage integriert.

## Werkstätten
Die Handwerksbereiche haben mehrere gemeinsame Ziele: Die Besucher können anhand praktischer Beispiele antike Handwerkstechniken sehen und erleben. Der Archäologiepark arbeitet eng mit verschiedenen Universität zusammen; wegen der räumlichen Nähe ist die Kooperation mit der Universität des Saarlandes besonders eng und seit vielen Jahren etabliert, aber auch die Zusammenarbeit mit Universitäten wie Köln, Trier, Marburg oder dem niederländischen Utrecht wird weiter ausgebaut. Die wissenschaftlichen Veranstaltungen bestehen zu einem Teil aus Vorlesungen und Seminaren, sie haben aber auch einen praktischen Anteil wie Experimente oder Mitarbeit bei Projektwochen.

### Glasbläserei
Neben der Präsentation der Techniken und Werkzeuge der handwerklichen Tätigkeiten, die sich seit der römischen Zeit nur wenig verändert haben, sollen in Vergessenheit geratene Techniken und Formen aus der Zeit der Antike wissenschaftlich erforscht und rekonstruiert werden, so sollen zum Beispiel bei der Glasbläserei Fragestellungen zu bestimmten Gefäßformen, das gilt insbesondere für komplexere Projekte wie Rippenschalen und Fensterglas, aber auch die Herstellung von frei- und formgeblasene Flaschen, Trinkgläser und Kannen, bearbeitet werden. Auch die Funktionsweise der holzbefeuerten Schmelz- und Kühlöfen ist dabei von wissenschaftlichem Interesse. Die Glasbläserei ist eine Rekonstruktion einer Glaswerkstatt die bei Trier, in der Grabungsstätte Hopfengarten, gefunden wurde. Neben den bereits erwähnten Brenn- und Kühlöfen verfügt die Glaswerkstatt inzwischen auch über mehrere Perlenöfen, die zum Teil als wissenschaftliche Projektarbeiten von Studenten erbaut wurden. Seit 2013 finden im Rahmen des Borg Glas Furnance Projects Projektwochen statt, bei denen wissenschaftliche Fragestellungen experimentell untersucht werden, aber auch neue Öfen z. T. von Studenten gebaut werden. An manchen Tagen, meist am Ende der Projektwoche, sind die Experimente für die Besucher zugänglich. 2022 wurde das Projekt wieder durchgeführt, dieses Mal in Zusammenarbeit mit dem Lehrstuhl Archäologie und Geschichte der römischen Provinzen des Instituts für Archäologische Wissenschaften der Goethe-Universität Frankfurt. Die Erzeugnisse der Glasofenexperimente können käuflich erworben werden.

### Töpferei
Es gibt viele Fundstellen von Töpfereien aus römischer Zeit, manche waren auf die Herstellung besonderer Waren und Töpferwaren wie zum Beispiel Terra Sigillata, geeignet, wie Funde in Trier, Rheinzabern oder in Blickweiler beweisen. Wegen der Vielzahl der Funde ist die Bauweise der römischen Töpfereien ist recht genau bekannt, die Arbeitsabläufe wurden allerdings nur selten untersucht. Im Archäologiepark befindet sich eine Töpferscheibe bei der dieser Arbeitsablauf den Besuchern nicht nur gezeigt wird, sie können Keramikgefäße auch selbst herstellen, die dann im Brennofen gebrannt werden. Von den Töpfereien für Gebrauchswaren unterscheiden sich die Töpfereien für Dachziegel, diese sind um einiges größer.

### Schmiede und Metallverarbeitung
Bei der Schmiede verfolgt man eine andere Absicht, hier soll weniger das generelle Schmiedehandwerk der Römer gezeigt und erforscht werden, der Schwerpunkt liegt viel mehr in der Herstellung von Gerätschaften und Werkzeugen die aus der römischen Epoche der Villa Borg nachgewiesen wurden.
Auch die Buntmetallverarbeitung wie sie zum Beispiel zur Herstellung Fibeln usw. verwendet wurde, ist in die Schmiede integriert. Funde von Werkzeugen lassen zumindest den Schluss zu, dass in der Villa Borg Buntmetalle weiter bearbeitet worden sind.
Zukünftige Planungen sehen ein Projekt vor das sich mit dem Thema Eisenverhüttung beschäftigen soll. Dazu wird ein Rennofen entstehen, in dem Eisen hergestellt werden kann.

## Veranstaltungen
Unterstützt durch einen Förderverein findet auf dem Gelände der Villa jedes Jahr eine Reihe von Veranstaltungen statt. Das Spektrum reicht dabei von Sonderausstellungen über Gartenführungen, literarischen und kulinarischen Abenden, Backvorführungen bis zu Konzerten. Besonders hervorzuheben sind die Internationale Reenactmentmesse IRM im Frühjahr sowie die Römertage am ersten Augustwochenende. Stammgäste im Programm der Römertage sind Legionen aus Bitburg und der Schweiz und eine Gladiatorengruppe aus Pannonien. 2011 wurde erstmals römische Reitkunst vorgeführt. Daneben gibt es viele Stände, Ausstellungen und eine vom Förderverein betriebene römische Kantine.+
- Römische Reitkunst mit Eporedos
- Gladiatorenkämpfe: 1. Retiarius gegen Secutor 2. Thraex gegen Murmillo (Gladiatoren aus Pannonien)
- Gladiatorenkämpfe: 1. Murmillo gegen Hoplomachus 2. Laquearius gegen Secutor 3. Murmillo gegen Murmillo
- Legionäre beim Exerzieren
- Regenpause

## Film
- Luxus auf Römisch – Die Villa Rustica in Borg. Dokumentation, Deutschland, 2009, 30 Min., Regie: Katharina Fiedler, Produktion: SR, Reihe: Schätze des Landes, Erstausstrahlung: 24. Oktober 2009, Inhaltsangabe des SR und SWR